# الزعيم (فلم 2013)
الزعيم (بالإنجليزية: Boss) هو فيلم هندي صدر عام 2013 من بطولة أديتي راو حيدري وأكشاي كومار وإخراج أنتوني دي سوزا.

## روابط خارجية
- مقالات تستعمل روابط فنية بلا صلة مع ويكي بيانات